# Harry Daft
Harry Butler Daft (* 5. April 1866 in Radcliffe on Trent; † 12. Januar 1945 in Ware) war ein englischer Fußballspieler.

## Leben
Daft begann seine Karriere 1887 beim englischen Fußballverein Corinthian FC. Die längste Zeit spielte er allerdings für Notts County. Zwischen 1889 und 1892 bestritt er insgesamt fünf Länderspiele für die englische Fußballnationalmannschaft. Sein erstes Länderspiel fand am 2. März 1889 gegen die irische Fußballnationalmannschaft statt.